# Propagation en haute fréquence
La propagation en haute fréquence (ici synonyme d'ondes courtes, de 3 à 30 MHz), utilise des phénomènes physiques variés, onde de sol, onde directe ou réflexion ionosphérique, rendant la réception fluctuante. Son utilisation pour les liaisons à courtes ou longues distances n'est possible que par la connaissance de ces modes de propagation, le choix des fréquences, des modulations et des antennes à utiliser.

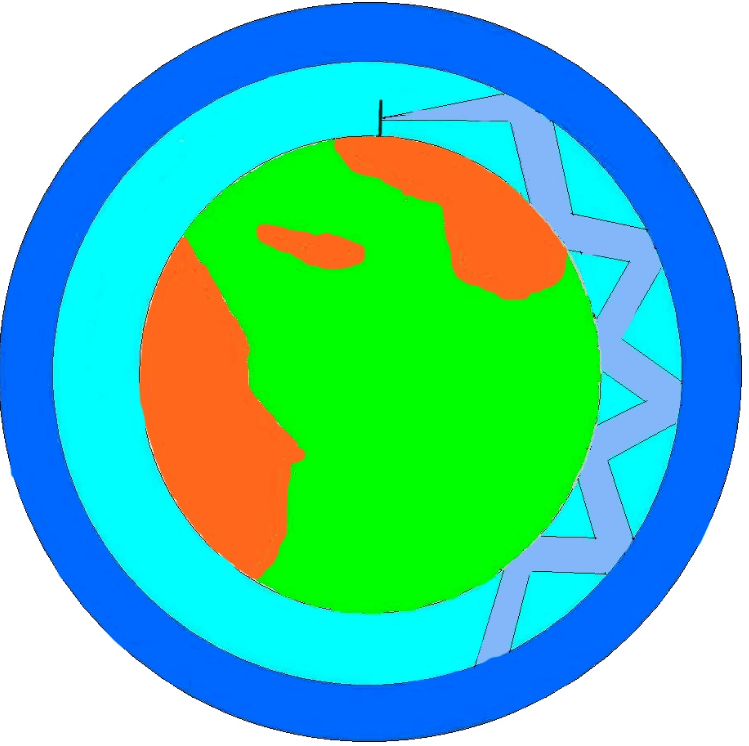
La propagation par onde réfléchie entre ciel et Terre

## Principes

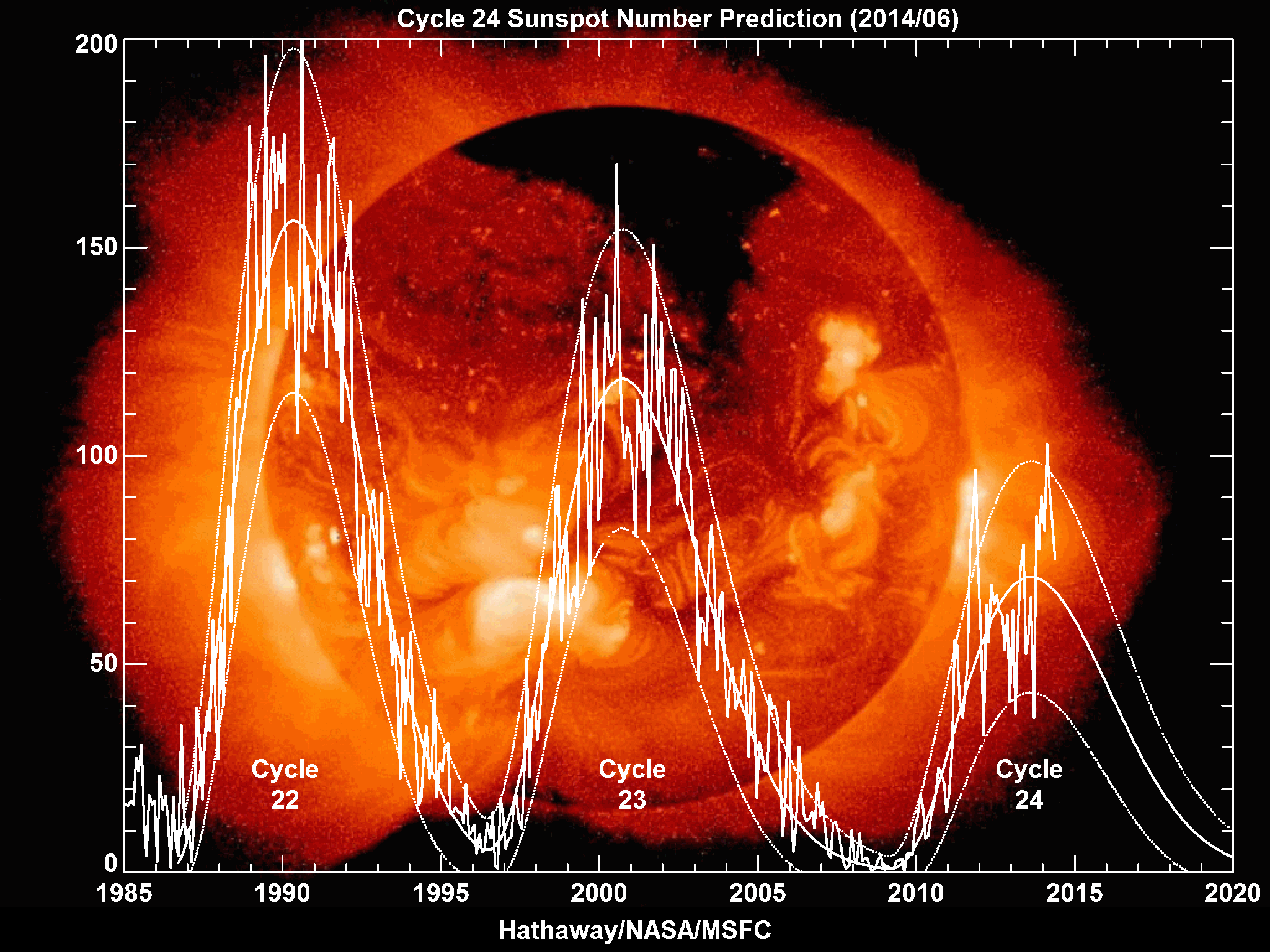
Cycle solaire passé et futur

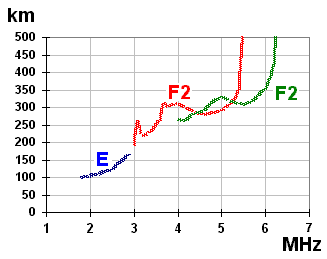
Exemple de fréquence maximale d'utilisation pour une onde radio quasi verticale en direction du ciel.

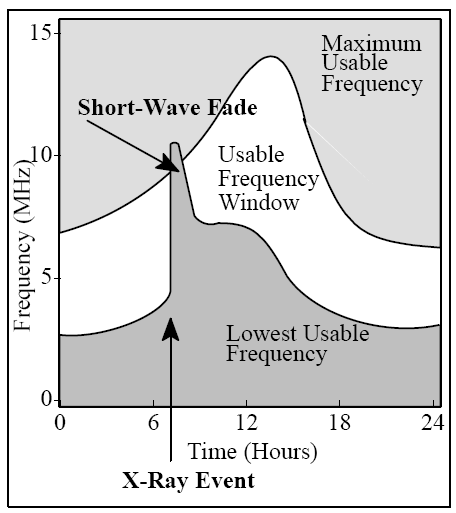
Ffréquence maximale utilisable et fréquence minimum utilisable

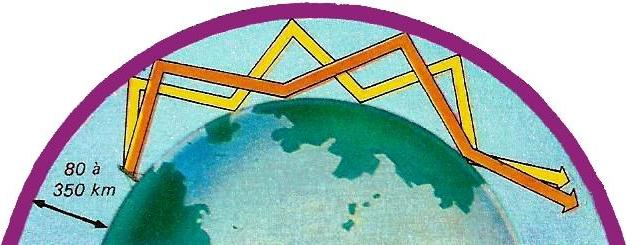
La propagation par onde réfléchie entre ciel et Terre

Les ondes courtes se propagent d'un point à un autre du globe de trois manières différentes :
- par l'onde de sol qui suit la courbure terrestre, d'autant plus importante que la fréquence est basse ;
- par l'onde d'espace ou onde directe, c'est la propagation de type optique commune à toutes les fréquences ;
- par réflexion simple ou multiple sur les couches supérieures de l'ionosphère, c'est la propagation ionosphérique.

La fiabilité des radiocommunications à moyenne et longue distance sur ondes courtes est donc très variable, principalement en fonction des variations de l'activité solaire : 
- diurne
- saisonnier
- cycle solaire de 11 ans

Malgré la grande variabilité de ces dernières, il existe, distance et temps donné, en général une bande de fréquences sur lesquelles communication est possible. Malheureusement cette bande varie considérablement avec jour/nuit, saison et le Cycle solaire. Donc l'emploi des ondes décamétriques exige une prévision ionosphérique.
Elles peuvent ainsi être reçues à une grande distance de l'émetteur, même en présence d'obstacles (relief) ou même lorsque la courbure de la surface terrestre empêche une liaison en vue directe entre la station émettrice et la station réceptrice.
Pour une fréquence fixe pas trop basse il apparait une "zone de silence" autour de l'émetteur parce que les rayons qui pourraient servir cette zone ne sont pas réfléchis. Plus loin il y a communication avec une seule réflexion jusqu’à une distance d'environ 3500 km (limite due à la courbure de la terre), au-delà les réflexions multiples (2, 3, 4 .. fois) arrivent encore. Exceptionnellement même le point antipodal est atteint.
Certains phénomènes, comme les éruptions solaires, peuvent rendre toute communication impossible pendant plusieurs heures, soit ainsi, sur des milliers de kilomètres.
L'activité solaire joue un rôle important dans tous ces phénomènes dont la complexité a souvent effrayé les utilisateurs. En fait, travaillant sur fréquence fixe des pertes de communication peuvent se produire si cette fréquence se trouve en dehors de a bande favorable. Les ondes courtes ne sont pas un milieu entièrement stable.
Durant la Seconde Guerre mondiale les forces allemandes ont appliqué le code analytique établi par Karl Rawer. Ils ont pu obtenir ainsi des liaisons assez fiables. Au Japon, K.-I. Maeda a joué un rôle comparable.
En ce qui concerne l'activité solaire Rawer s'est servi de la méthode de prévision due à Wolfgang Gleißberg qui repose sur la comparaison de plusieurs cycles consécutifs.
La propagation des ondes HF dépend donc fortement de la réflexion sur les couches de l'ionosphère. Si celle-ci est davantage ionisée par le rayonnement solaire, elle assure une meilleure propagation des ondes décamétriques.

## Propagation en fonction de la fréquence
La propagation des ondes électromagnétiques dépend bien sûr du milieu mais aussi de la fréquence . Les portées citée ci-dessous sont données à titre indicatif, les conditions de propagation ionosphériques étant éminemment variables en fonction du cycle solaire, de la période de l'année, de la région du monde, de l'heure du jour, des circuits...
- En dessous de 4 MHz : Les communications ne sont généralement possible à grande distance que lorsqu’il fait nuit entre le lieu d’émission et de réception, après disparition de la couche D. L'onde de sol a une fonction prépondérante, surtout en dessous de 1 MHz.
 Excellente bande régionale en début et en fin de journée avec une portée jusqu’à 600 km (jusqu’à 2 000 km selon les conditions). Des liaisons locales peuvent avoir lieu dans un rayon de quelques dizaines de kilomètres.
 Communications possibles sans distance de saut en rayonnement NVIS.
- 4 à 8 MHz : des communications intercontinentales sont possibles (plus de 4 000 km) mais des liaisons fiables ne peuvent généralement avoir lieu qu'entre 200 et 3 000km. Liaisons locales possibles jusqu'à une trentaine de kilomètres.
 Communications possibles sans zone de silence en rayonnement NVIS (Onde de Ciel à Incidence Quasi Verticale) avec une portée inférieure à 400 km pour les fréquences les plus basses de cette portion du spectre.
- 8 à 12 MHz : Ouverture 24 heures sur 24 pour les communications continentales.
 Distance de saut passant de 300 km le jour à 1 000 km de nuit.
 Communication intercontinentale possibles lorsqu’il fait nuit entre le lieu d’émission et de réception.
- 12 à 16 MHz : Bande ouverte pendant la journée avec une portée allant jusqu'à 2 000 km à peu près en toutes périodes. Communications possibles jusqu'aux antipodes pendant les périodes favorables du cycle solaire.
 Distance de saut variant de 200 km le jour à 1 600 km la nuit.
- 16 à 19 MHz : Bande ouverte pour les communications intercontinentales et continentales lorsque le parcours entre l’émetteur et le récepteur est éclairé par le Soleil.
 Durée d’ouverture liée au cycle solaire. Distance de saut 300 km au minimum
- 19 à 22 MHz : Excellente bande intercontinentale et continentales lorsque le parcours entre l’émetteur et le récepteur est éclairé par le Soleil.
 Durée d’ouverture très liée au cycle solaire. Distance de saut 500 à 1 500 km selon la période.
- 22 à 26 MHz : Excellente bande en période de grande activité solaire seulement pour la communication intercontinentale lorsque le parcours entre l’émetteur et le récepteur est éclairé par le Soleil. Distance de saut 500 à 1 500 km selon la période.
 Ouvertures en E-sporadique entre mai et août et plus rarement entre novembre et janvier chaque année. Elles permettent des liaisons même pendant les périodes défavorables du cycle solaire.
- De 26 à 30 MHz : Excellente bande en période de grande activité solaire seulement pour la communication intercontinentale lorsque le parcours entre l’émetteur et le récepteur est éclairé par le soleil. Distance de saut 500 à 1 500 km selon la période. Comme le niveau de bruit radioélectrique diminue avec la fréquence, les bandes supérieures à 20 MHz sont favorables au trafic intercontinental même avec des puissances apparentes rayonnées très réduites.
Ouvertures en E-sporadique entre mai et août et plus rarement entre novembre et janvier chaque année. Elles permettent des liaisons - bien que moins fréquentes - même pendant les périodes défavorables du cycle solaire.

En partant de l’émetteur on distingue une zone de réception directe due à l'onde de sol (d'autant plus étendue que la fréquence est basse), une zone de silence, une zone de réception indirecte due à la réflexion de l'onde sur les couches ionisée puis parfois une seconde zone de silence suivie d'une zone de réception indirecte. Les zones couvertes par les ondes réfléchies par l'ionosphère sont éminemment variables car elles dépendent de l'existence des couches D, E, Es, F, F1 et F2. Les rayonnements réfléchis sont instables en amplitude et en phase, c’est le fading. Il peut être régulier, lent, rapide, irrégulier, sélectif ou déformant.

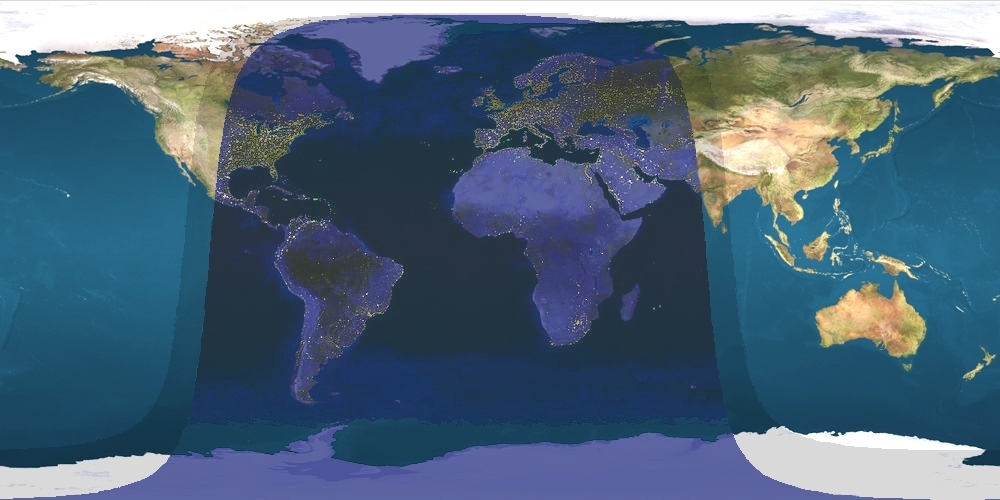
Parcours nocturne et éclairé par le Soleil à 1 h UTC
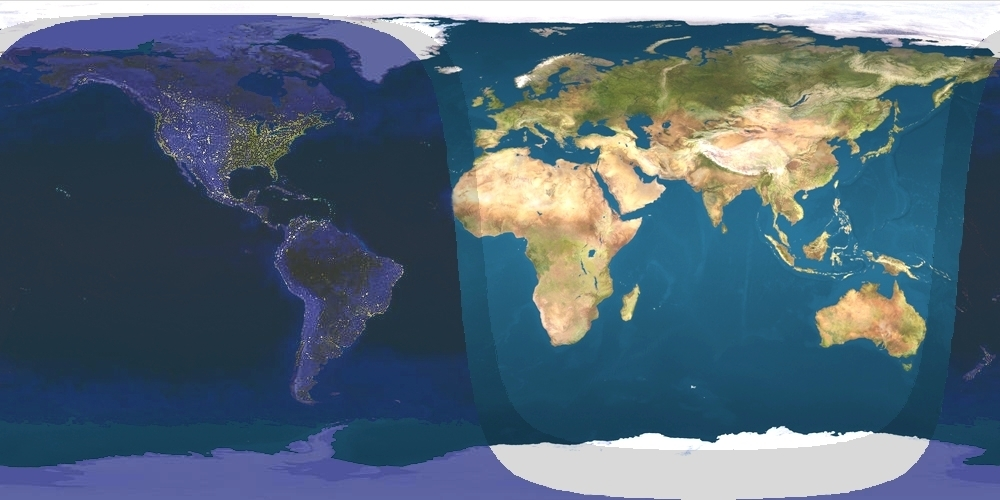
Parcours nocturne et éclairé par le Soleil à 7 h UTC
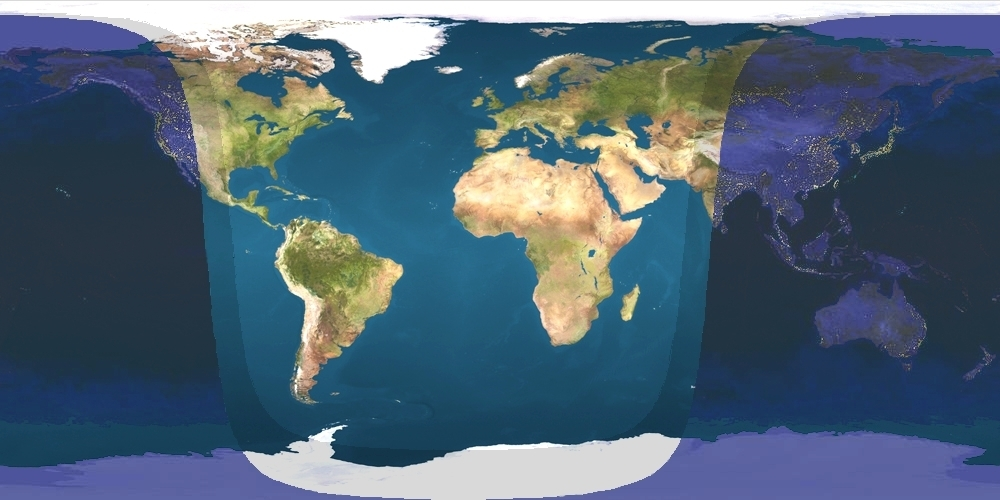
Parcours nocturne et éclairé par le Soleil à 13 h UTC
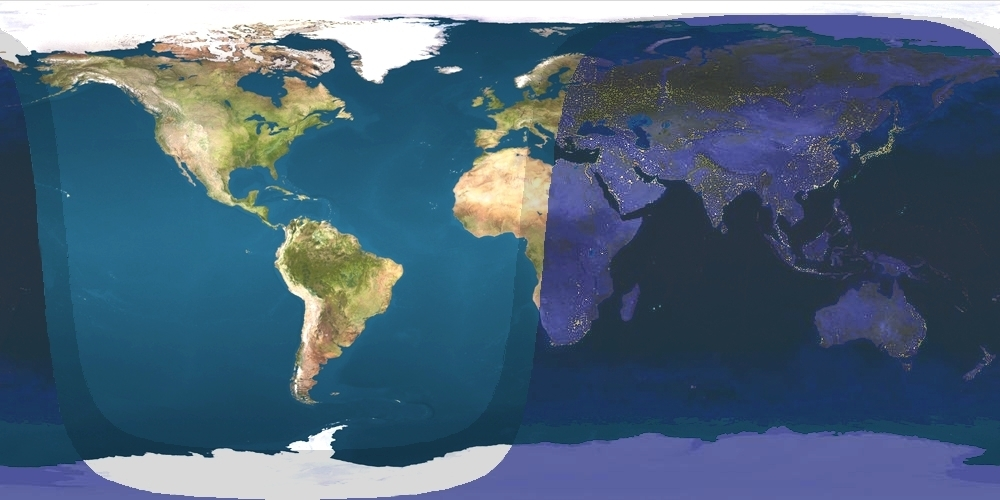
Parcours nocturne et éclairé par le Soleil à 17 h UTC
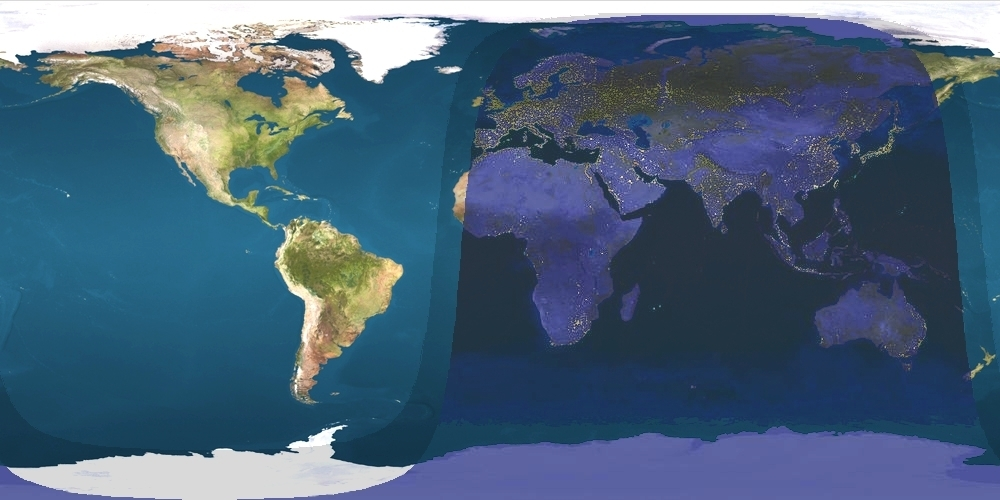
Parcours nocturne et éclairé par le Soleil à 19 h UTC
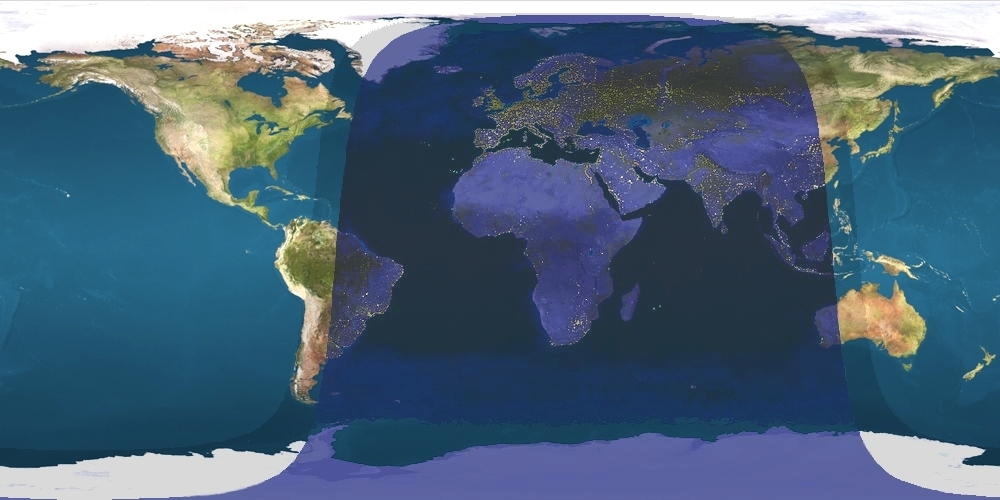
Parcours nocturne et éclairé par le Soleil à 22 h UTC

Pour obtenir la carte actualisée de la Terre.

## Facteurs agissant sur la qualité de la transmission

### LefadingouQSB
Lorsque deux ondes issues d'un même émetteur et ayant parcouru des trajets différents parviennent sur une antenne de réception, les signaux électriques produits s'ajoutent. Le signal résultant a une amplitude qui dépend de l'amplitude de chacun des signaux reçus mais aussi du déphasage de l'un par rapport à l'autre :
- signaux en phase : le signal résultant est la somme des deux signaux
- signaux en opposition de phase : l'amplitude du signal résultant est égale à la différence des deux signaux
- déphasage variable : l'amplitude du signal varie en fonction du déphasage.

Le déphasage dépend de la différence de trajet entre les deux ondes, due par exemple au fait que l'une des deux a été réfléchie sur une couche haute de l'ionosphère. Mais comme la hauteur des couches ionisées varie en fonction de l'activité solaire, l'amplitude du signal reçu va varier avec une fréquence de l'ordre de quelques hertz : c'est le fading (de l'anglais to fade, s'estomper, s'atténuer), appelé QSB dans le code Q des opérateurs HF.

### Le bruit radioélectrique
Il a pour origine plusieurs sources distinctes :
- naturelles et terrestres : orages qui éclatent à chaque instant dans le monde, les fréquences radioélectrique inférieures à 2 MHz sont inutilisables dans la zone de convergence intertropicale
- naturelles et venant de l'espace : bruits radioélectriques émis par le soleil, les étoiles...
- artificielles : parasites électriques industriels et ménagers, automobiles, téléphones mobiles, transmissions radio...

Le bruit radioélectrique couvre toute l'étendue du spectre des ondes radio mais avec une intensité très variable. Son niveau dépend également beaucoup de la proximité des sources industrielles : il est nettement plus élevé dans les zones urbaines que dans les régions inhabitées.

### Les distorsions de modulation
Les ondes qui se sont réfléchies sur l'ionosphère subissent parfois une distorsion importante qui rend la compréhensibilité de la modulation difficile. C'est le cas des ondes dont le trajet s'approche des pôles magnétiques ou qui se sont réfléchies sur une aurore polaire.

## Prédiction et mesure de propagation

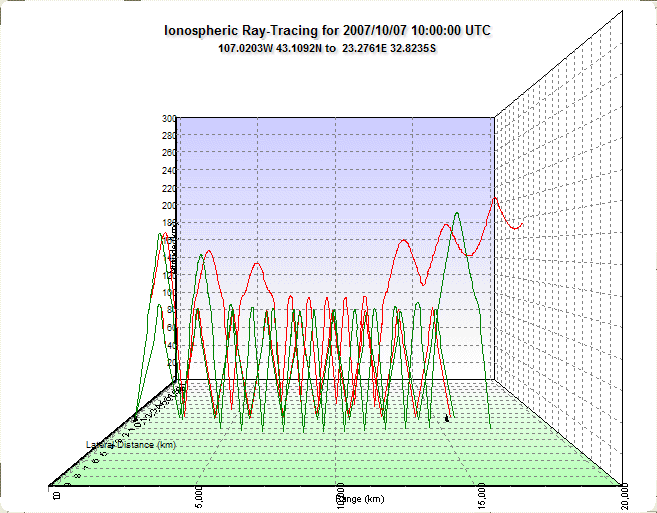
Simulation de propagation

Pour permettre des communications professionnelles fiables, des prévisions de propagation sont fournies par les agences, exprimées selon le trajet entre stations, par deux valeurs, en fonction de la date et de l'heure :
- la fréquence maximale d'utilisation (ou MUF)
- la fréquence minimale d'utilisation (ou LUF)

Ces valeurs sont exprimées en probabilité de liaison: par exemple en mars 2006, pour une liaison France-Tahiti, à 9 h 00 UTC, la fréquence maximale serait de 12 MHz et la fréquence minimale de 8 MHz, pour 50 % du temps (exemple fictif).
En dehors de cet intervalle, les liaisons sont aléatoires, et la fréquence optimale (réception maximale) est en général proche de la fréquence maximale. Ces prévisions sont également reproduites sur les revues techniques radioamateurs.
Des systèmes automatiques permettent aux réseaux de communications HF de s'adapter à la propagation en mesurant l'atténuation sur plusieurs fréquences simultanées.

## Choix des antennes
La propagation s'effectuant soit par onde de sol, soit par réflexion, l'angle de départ de l'antenne (angle d'élévation du premier lobe) est primordial. En général :
- les communications en onde de sol nécessitent des antennes avec un angle de départ nul ou faible (ex. : antenne verticale sur plan de masse idéal) ;
- les communications NVIS (à l'intérieur d'une zone circulaire inférieure à 300 km autour de la station d’émission quel que soit le relief) nécessitent un angle très élevé (75 à 90 °)
- les communications à moyenne distance (1 000 à 5 000 km) nécessitent un angle moyen (20 à 30 °)
- les communications à longue distance (10 000 à 20 000 km) nécessitent un angle très faible (10 °).